# Waasland-Beveren
Koninklijke Voetbalclub Red Star Waasland - Sportkring Beveren este un club de fotbal din Beveren, Belgia, care evoluează în Prima Ligă.